# Elchingen
Elchingen és un municipi de Baviera, Alemanya, a uns 7 kilòmetres al nord-est d'Ulm. Es constituí el dia 1 de maig del 1978 pel reagrupament de tres municipis fins llavors independents: Oberelchingen, Unterelchingen i Thalfingen.
Elchingen és conegut sobretot per haver estat l'escenari de la batalla d'Elchingen, preludi de la batalla d'Ulm el 1805, trobant-se el seu nom inscrit a l'Arc de triomf de l'Étoile a París. L'estiu del 1806, el mariscal Ney fou nomenat "duc d'Elchingen", títol establert per Napoleó.
En l'actualitat, sobre el territori d'Elchingen s'hi troba l'encreuament "Kreuz Ulm " de les autopistes A7 i A8.